# Martín Pando
Pour les articles homonymes, voir Pando.
Martín Esteban Pando, né le 26 décembre 1934 à Buenos Aires en Argentine et mort dans la même ville le 7 mai 2021, est un joueur de football international argentin, qui évoluait au poste d'attaquant.

## Biographie

### Carrière en sélection
Avec l'équipe d'Argentine, il joue 12 matchs (pour 3 buts inscrits) entre 1960 et 1962. 
Il figure dans le groupe des sélectionnés lors de la Coupe du monde de 1962. Lors du mondial organisé au Chili, il joue un match contre la Hongrie.